# Z7 Hermann Schoemann
Z7 Hermann Schoemann – niemiecki niszczyciel typu 1934A (Leberecht Maass) z okresu przedwojennego i II wojny światowej, w służbie w latach 1937-1942, zatopiony w bitwie z konwojem QP-11 na Morzu Barentsa.

## Budowa
Zamówiony 9 stycznia 1935, położenie stępki – 7 września 1935, wodowanie – 16 lipca 1936, wejście do służby – 9 września 1937. Zbudowany w stoczni Deschimag AG w Bremie (numer stoczniowy W901). W systemie oznaczeń niemieckich niszczycieli miał przydzielony numer Z7 (rzadko używany oficjalnie), przed wojną nosił numer burtowy 23. Nazwę nadano mu na cześć niemieckiego kapitana marynarki Hermanna Schoemanna - dowódcy Flandryjskiej Flotylli Torpedowców, poległego na torpedowcu A2, zatopionym 1 maja 1915 przez brytyjski niszczyciel koło Dover.

## Służba
Przed wojną, m.in. odbył rejs do Norwegii (lipiec 1938). 19 sierpnia 1938 uczestniczył w rewii floty przed Hitlerem i węgierskim regentem Horthym. W październiku 1938 odbył rejs na Morze Śródziemne z "pancernikiem kieszonkowym" "Admiral Graf Spee". 
Po wybuchu II wojny światowej, od października 1939 działał na Morzu Północnym i w Cieśninach Duńskich, m.in. kontrolując statki handlowe (z niszczycielami "Friedrich Ihn" i "Erich Steinbrinck"). 23 grudnia 1939 lekko uszkodzony w kolizji z niszczycielem "Erich Steinbrinck". W kwietniu 1940 był w remoncie, nie wziął udziału w inwazji na Norwegię). 
Na początku czerwca 1940 wziął udział w operacji Juno - eskorcie pancerników "Scharnhorst" i "Gneisenau" i krążownika "Admiral Hipper" atakujących alianckie transporty z Norwegii (z niszczycielami "Hans Lody", "Erich Steinbrinck" i "Karl Galster" oraz torpedowcami). 8 czerwca "Schoemann" dobił torpedą brytyjski tankowiec "Oil Pioneer", uszkodzony przez "Hippera". Później, w dniach 20-23 czerwca 1940 eskortował uszkodzonego "Scharnhorsta" do Kilonii. 
Od lipca 1940 do marca 1941 w remoncie. Prawdopodobnie w tym okresie został wyposażony w radar. Od lipca do sierpnia 1941 działał przeciw ZSRR na dalekiej północy, z baz w Norwegii (Kirkenes), w ramach 1. dywizjonu 6. Flotylli. Podczas pierwszej akcji 13 lipca wraz z  "Hansem Lody" i "Karlem Galsterem" zatopił radziecki konwój w składzie: patrolowiec (uzbrojony trawler) "Passat" i dwa trawlery RT-32 i RT-67 przedsiębiorstwa EPROM, holujące pontony do ratunkowych prac podwodnych (RT-32 wyrzucił się na brzeg). Podczas trzeciej akcji, w nocy na 24 lipca "Schoemann" zatopił okręt hydrograficzny "Meridian". Z powodu awarii maszyn, odesłany do Niemiec na remont (od września do listopada 1941). W tym okresie prawdopodobnie wzmocniono lekkie uzbrojenie plot do 9 działek 20 mm.
12 lutego 1942 "Schoemann" wziął udział  w operacji Cerberus - osłonie przebicia się przez kanał La Manche pancerników "Scharnhorst" i "Gneisenau". Podczas niej został lekko uszkodzony z broni maszynowej samolotów. 21-23 lutego 1942 eskortował do Norwegii (z "Richard Beitzen", "Paul Jacobi", "Friderich Ihn", Z25 i trzema torpedowcami) krążowniki "Prinz Eugen" i "Admiral Hipper", podczas czego "Prinz Eugen" został uszkodzony przez okręt podwodny. Od lutego 1942 "Schoemann" ponownie działał z baz w północnej Norwegii, głównie przeciw konwojom alianckim do ZSRR w Arktyce. 6-9 marca 1942 wraz z "Friedrich Ihn" i pancernikiem "Tirpitz" wziął udział w akcji przeciw konwojowi PQ-12, którego jednak nie wykryto. Niszczyciele natomiast 7 marca zatopiły statek "Iżora" (2815 BRT, z konwoju QP-8).
1 maja 1942 "Hermann Schoemann" jako okręt flagowy komandora Alfreda Schulze-Hinrichsa, z niszczycielami Z24 i Z25 wziął udział w akcji przeciw konwojowi QP-11 na Morzu Barentsa, tocząc pojedynek z brytyjskimi niszczycielami, w toku którego jedynie uszkodzono HMS "Amazon". 2 maja 1942 Niemcy odnaleźli brytyjski krążownik lekki HMS "Edinburgh", uszkodzony wcześniej przez okręt podwodny U-456, eskortowany przez dwa niszczyciele, 4 trałowce i patrolowiec.  Atakując krążownik, "Schoemann" został o 6.37 ciężko uszkodzony w maszynownię dwoma pociskami 152 mm krążownika, a następnie kilkoma pociskami niszczyciela HMS „Forester”. Na skutek uszkodzeń, między innymi utracił napęd. Niemcy następnie opuścili okręt i samozatopili go o 8.30 ładunkami wybuchowymi na pozycji 73°30′N 35°10′E/73,500000 35,166667. Straty wyniosły 8 zabitych i 45 rannych, ok. 260 osób uratował niszczyciel Z24, a 54 - okręt podwodny U-88 (według publikacji, decyzja o zatopieniu "Schoemanna" być może była przedwczesna, gdyż okręt zachowywał pływalność i istniały szanse odholowania go).
Historia konstrukcji i opis okrętu - w opisie niszczycieli Typu 1934.
Dowódcy:
- kmdr ppor Schulte-Mönting: 9 września 1937 - 25 października 1938
- kmdr ppor Detmers: 26 października 1938 - 15 lipca 1940
- kpt mar Loerke: lipiec 1940 - październik 1940
- kmdr ppor Wittig: 20 października 1940 - 2 maja 1942

## Dane techniczne
- wyporność:
  - standardowa: 2171 t
  - pełna: 3110 t
- wymiary:
  - długość: 119 m
  - szerokość: 11,3 m
  - zanurzenie: 3,8-4,3 m
- napęd: 2 turbiny parowe o mocy łącznej 70 000 KM, 6 kotłów parowych Wagnera (ciśnienie pary 70 atm), 2 śruby
- prędkość maksymalna: 38 w.
- zasięg: 1900 mil morskich przy prędkości 19 w.
- zapas paliwa: 770 t. mazutu
- załoga: 325

Uzbrojenie i wyposażenie (początkowe): 
- 5 dział kalibru 128 mm (nominalnie 12,7 cm) SK C/34 w pojedynczych stanowiskach, osłoniętych maskami (5xI)
  - długość lufy L/45 (45 kalibrów), donośność maksymalna 17.400 m, kąt podniesienia +30°, masa pocisku 28 kg, zapas amunicji - 120 na działo
- 4 działka przeciwlotnicze 37 mm SK C/30, półautomatyczne, podwójnie sprzężone na podstawach LC/30 (2xII)
- 6 działek przeciwlotniczych 20 mm (6xI)
- 8 wyrzutni torpedowych 533 mm (2xIV), 12-16 torped
- 18 bomb głębinowych (zrzutnia bg)
- możliwość zabrania 60 min morskich

- radar FuMo 21 (od 1941/42)
- szumonamiernik GHG
- hydrolokator S-Gerat (nie jest pewne, czy był zamontowany)
- system kierowania ogniem artylerii głównej: dwa 4-metrowe dalmierze stereoskopowe (na nadbudówce dziobowej i śródokręciu), centrala artyleryjska C34/Z